# 張心洽
張心洽（1920年—1972年），字鵬雲。前廣西省省長張其鍠之子。 美國哈佛大學商學院企管碩士，曾任中華開發信託公司總經理，亦是美國艾森豪獎台灣首位得獎人，為1960年代台灣金融界重要人物。

## 生平
民國三十九年中國銀行決定將總管理處遷往台灣，當時多數行員滯留大陸或海外，唯有極少數行員跟隨總管理處遷台，張心洽因而展露頭角。
民國四十年，張心洽出任台灣銀行國外部經理，時年僅三十一歲，即肩負調度國家外匯之重責。
民國四十七年，奉派籌辦開發金融機構並於中華開發信託正式營運後出任副總經理，民國五十二年升任中華開發信託總經理。民國六十一年遽逝。
張心洽畢生為人清廉，守正不阿，處理國家與金融機密要事則恪遵「守口如瓶」。據其次子張孝威撰文敘述,無論任職台灣銀行國外部經理任內或是出掌中華開發的十餘年間,張心洽在政府及企業界均獲好名聲。
早年外匯是稀有資源，只有拿到進口簽證的廠商才能申請外匯，只要申請到外匯就一定可以賺很多錢。雖然只是一般銀行員，廠商都相當巴結。
1951年，張心洽奉調台灣銀行國外部經理，當時中央銀行尚未復業，國家外匯由台灣銀行負責操作調度。當時正值政府遷台之初，國家外匯存底已經出現赤字。張心洽初任新職即面臨因外匯短缺導致台灣銀行的信用狀遭外國銀行拒絕的艱苦局面。所幸張心洽緊急會同主管機關研商對策，不到一年功夫就將局面穩住。之後政府嚴格控管外匯，台灣銀行國外部是執行單位，無怪乎廠商爭相申請進口簽證，在僧多粥少的情況下張心洽還能得到廠商的讚譽，可見處事必然公正無私。除了外匯短缺，政府面臨的另一個金融難題就是銀行普遍缺乏中長期資金來源，企業界的資本支出面臨資金需求卻無處申請中長期貸款，遑論策略性投資。當時政府決定籌設開發性金融機構來引進世界銀行的中長期資金。
為符合世界銀行的要求，這家金融機構必須以民營型態設立但卻承擔了引進國外長期資金及扶植新興產業的重責大任。張心洽被指派為籌設小組執行祕書並於中華開發信託公司正式營運後出任執行副總經理、總經理，中華開發在張心洽的領導下業務蒸蒸日上，數年內已被工商界視為國內最具影響力的幾家銀行之一。當時中華開發的名聲不僅在國內如日中天，在國際上也被譽為開發金融機構的典範。世界銀行主管開發金融機構業務的主管比爾戴蒙在獲知張心洽驟然辭世時，寫了一封非常感人的信，信中對張心洽極其推崇。
其繼任者沈琰談起張心洽在位時狀況曾說,當時我們無時無刻都在動腦筋，怎麼樣可以多扶植幾家工廠來取代進口，為國家創造更多的外匯。當年美國援華公署在美援運用的決策具有舉足輕重的地位。美國援華公署白慎士署長更是當年張家常客，可以想見當年張心洽在政府與美方折衝中必然扮演著重要的角色。
張心洽逝世二十周年時，子女們特地舉辦一個紀念會，當天前行政院長俞國華先生親自全程出席。籌備小組邀請前財政部長錢純先生擔任主持人，錢先生是其生前熟識的好友，對張心洽生平事跡知之甚詳。致詞時特別提到先生對金融外交的貢獻，當時國外金融人士提起台灣的銀行家，心中第一個想到的人就是張心洽，當時的中央銀行俞國華總裁更是對張十分倚重。
也正因為如此，當年中央銀行對外匯的管理是採用「統收統支」的模式，各商業銀行及民間廠商都不許持有外匯。當時俞國華總裁覺得台灣經濟已經發展到一個可以逐步開放外匯持有的階段，外匯管理制度應該有所變革。於是借重張心洽在國際金融界的人脈聘請了外國專家擔任顧問，才跨出外匯開放的第一步。
張心洽紀念會的演講人是當時的中央銀行總裁謝森中先生，他以「開發銀行」為演講為主軸，提到先生是國內開發銀行的拓荒者，是六十及七十年代經濟發展重要的一環。當時開發銀行與各政府部門搭配得宜，因此經濟迅速成長，與其他亞洲國家相比，雖然多數亞洲國家皆有美援，也都有開發銀行，但我們走在許多國家的前面。
在張心洽逝世三十周年時，子女們為先生寫了一個小傳，發表在《傳記文學》月刊以為紀念，在撰寫的過程中次子張孝威走訪交通大學校長張俊彥校長，得知當年先生如何協助半導體產業的故事，雖然計畫沒有成功，但張俊彥表明心中仍十分感佩。

## 家庭
與妻子丁桐育有二子二女，依序為張愛倫、張孝威、張令達及張蓓蒂。其中，次子張孝威曾於1992年出任中華開發信託公司總經理，在台灣金融界一時傳為佳話。

## 經歷
| 年份                               | 職務                     |
| ---------------------------------- | ------------------------ |
| 1942－1951                         | 中國銀行會計處副處長     |
| 1951－1958                         | 台灣銀行國外部經理       |
| 1958－1963                         | 中華開發信託公司副總經理 |
| 1963－1972                         |                          |
| 中華開發信託公司總經理             |                          |
| 中國國際商業銀行常駐監察人（兼任） |                          |
| 中國信託投資公司常駐監察人（兼任） |                          |
| 中央投資公司董事長                 |                          |

## 著作
| 時間      | 書名     | 作者   | 出版公司 | ISBN |
| 1972年8月 | 珠寶世界 | 張心洽 | 婦女雜誌 |      |